# Julgamento das bruxas de Bamberg
Os julgamentos das bruxas de Bamberg, que teve lugar em Bamberg, em 1626–1631, foi uma série de julgamentos de bruxas em massa no sul da Alemanha, contemporâneo com aos julgamentos das bruxas de Wurtzburgo e outros. Eles estão entre os casos mais famosos da história da feitiçaria européia. Durante um período prolongado, este julgamento resultou nas execuções de cerca de 1.000 pessoas. Eles eram alguns dos maiores julgamentos de bruxas na história, assim como algumas das execuções em maior escala nas Guerra dos Trinta Anos.